# Les Îles d'en face
Les Îles d'en face est une série télévisée française humoristique créée par Philippe Giangreco et diffusée à partir du 21 octobre 2013 sur France Ô et sur les autres chaînes du Réseau Outre-Mer première. 

## Synopsis
La vie quotidienne de familles, de couples et de célibataires dans différentes îles d'outre-mer.

## Distribution

### Guadeloupe
- Firmine Richard : Rose Mathurin
- Jean-Marc Joachim : Jean-Marc Mathurin

### Polynésie française
- Marau Niuaiti : Tatie Miri
- Revatua Rossoni : Maeva
- Talia Valenta : Poeiti
- Manuarii Bonnefin : Hiro

### Nouvelle-Calédonie
- Myriam Watue : Matéa Kaméa
- Didier Delahaye : Gaël Kaméa
- Nolan Hnaweongo : Théo Kaméa
- Pierre Poudewa : Déwé Kaméa

### Réunion
- Yaëlle Trulès : Peggy Hoarau
- Jean-Laurent Faubourg : Antoine Hoarau

### Martinique
- Daniely Francisque : Chantal Jean-Joseph
- Shanel Hill : Alicia Jean-Joseph
- Sasha Lauhon-Rome : Cindy Jean-Joseph
- Patrice Le Namouric : Gabriel Jean-Joseph